# Manifesto dos Intelectuais Fascistas

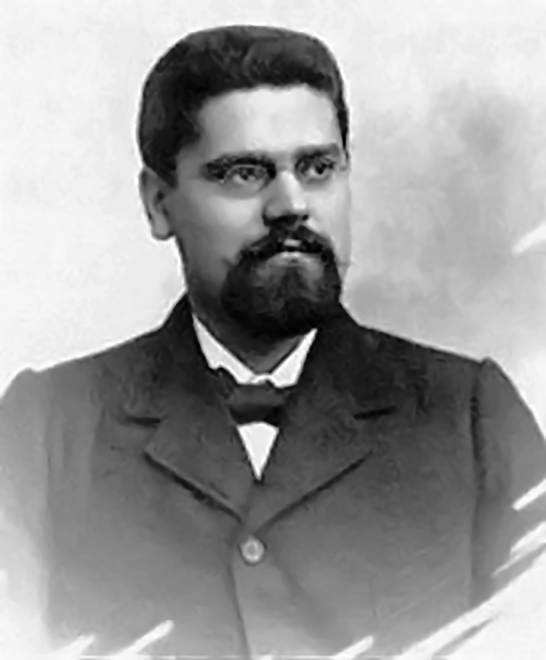
Giovanni Gentile, considerado o "filósofo do fascismo"

O Manifesto dos Intelectuais Fascistas, publicado em 21 de abril de 1925 nos principais jornais do país, foi o primeiro documento ideológico da parte da cultura italiana que aderiu ao regime fascista. Este foi escrito por Giovanni Gentile e assinado pelos mais importantes pensadores fascistas, entre eles Filippo Tommaso Marinetti ou Gabriele D'Annunzio.

## História
A Primeira Conferência de Institutos Culturais Fascistas, organizada em Bolonha nos dias 29 e 30 de março de 1925 por Franco Ciarlantini, chefe do Escritório de Imprensa e Propaganda do Partido Nacional Fascista, para coordenar iniciativas e atividades culturais fascistas, promoveu o "Manifesto dos Intelectuais Fascistas" aos intelectuais de todas as nações, sendo este escrito por Giovanni Gentile. Foi publicado no Il Popolo d'Italia, órgão do Partido Nacional Fascista, e em quase toda a imprensa italiana, em 21 de abril de 1925. Em resposta ao Manifesto, Benedetto Croce, a convite de Giovanni Amendola, escreveu o Manifesto dos Intelectuais Antifascistas, que foi publicado em 1º de maio de 1925 no Il Mondo.

## Lista de signatários
Entre os 250 signatários do manifesto, os mais conhecidos são:
- Giovanni Gentile
- Filippo Tommaso Marinetti
- Gabriele d'Annunzio
- Ugo Spirito
- Luigi Pirandello
- Margherita Sarfatti
- Ugo Ojetti
- Ildebrando Pizzetti
- Francesco Ercole
- Alfredo Rocco

## Conteúdo
Contém uma história do fascismo de 1919 a 1922, na qual os movimentos juvenis são justificados e comparados com a Jovem Itália de Mazzini, argumenta que o fascismo foi um movimento orientado para o progresso e a conciliação entre o estado e os sindicatos, responde às acusações de limitação da liberdade de imprensa argumentando que mesmo os estados mais liberais limitaram algumas liberdades quando necessário, e argumenta que o antifascismo era inútil, uma vez que entre as duas oposições nenhum dos dois venceria, mas que a instabilidade política teria desgastado os partidos existentes e cedido espaço para novas ideias, novos programas e partidos políticos.
O fascismo é um movimento recente e antigo do espírito italiano, intimamente ligado à história da nação italiana, mas não sem significado e interesse para todos os outros.
As suas primeiras origens remontam a 1919, quando um punhado de homens que tinham regressado das trincheiras se reuniu em torno de Benito Mussolini e estavam determinados a lutar energicamente contra a política demossocialista então prevalecente. Esta política viu apenas as consequências materiais imediatas da grande guerra, da qual o povo italiano tinha saído vitorioso mas exausto, e permitiu que o valor moral da guerra fosse disperso, se não abertamente negado, representando-a aos italianos de um ponto de vista estritamente individualista e utilitário como uma soma de sacrifícios, pelos quais cada pessoa devia ser compensada proporcionalmente aos danos sofridos, do qual surgiu uma oposição presunçosa e ameaçadora de indivíduos ao Estado, uma rejeição da sua autoridade, uma diminuição do prestígio do Rei e do Exército, símbolos da Nação acima de indivíduos e categorias particulares de cidadãos, e um desenfreio de paixões e instintos de base, promovendo a desintegração social, a degeneração moral, um espírito egoísta e inconsciente de rebelião contra toda a lei e disciplina. O indivíduo contra o Estado; uma expressão típica do aspecto político da corrupção dos anos intolerante de qualquer norma superior da vida humana que governa e contém vigorosamente os sentimentos e pensamentos dos indivíduos. O fascismo, portanto, foi na sua origem um movimento político e moral. A política foi sentida e defendida como uma ginástica de abnegação e sacrifício do indivíduo a uma ideia na qual o indivíduo pode encontrar a sua razão de viver, a sua liberdade e todos os seus direitos; uma ideia que é a pátria, como um ideal historicamente realizado sem nunca estar esgotado, uma tradição histórica de civilização determinada e identificada, mas uma tradição que na consciência do cidadão, longe de permanecer uma memória morta do passado, se torna uma personalidade consciente de um objectivo a ser realizado, uma tradição portanto e uma missão.
Daí o carácter religioso do Fascismo. Este carácter religioso e portanto intransigente explica o método de luta seguido pelo Fascismo nos quatro anos de 1919 a 1922. Os fascistas eram uma minoria no país e no Parlamento, onde entraram, um pequeno núcleo, com as eleições de 1921. O Estado constitucional era, portanto, e tinha de ser, anti-fascista, uma vez que era o Estado da maioria, e o fascismo era contra precisamente aquele Estado que se autodenominava liberal; e era liberal, mas do liberalismo agnóstico e abdicatório que só conhece a liberdade externa. O Estado que é liberal porque se considera estranho à consciência do cidadão livre, quase um sistema mecânico face à actividade dos indivíduos. Não era, portanto, evidentemente o Estado previsto pelos socialistas, embora os representantes da democratização híbrida e do socialismo parlamentar tivessem vindo a adaptar-se, mesmo em Itália, a esta concepção individualista de concepção política. Mas nem sequer era o Estado, cuja ideia tinha funcionado poderosamente no heróico período italiano do nosso Risorgimento, quando o Estado tinha surgido do trabalho de minorias restritas, fortalecido pela força de uma ideia à qual os indivíduos tinham cedido de várias maneiras, e tinha sido fundada com o grande programa de fazer italianos, depois de lhes ter dado independência e unidade.
O fascismo também acampou contra este Estado com a força da sua ideia que, graças ao fascínio sempre exercido por cada ideia religiosa que convida ao sacrifício, atraiu à sua volta um número cada vez maior de jovens e foi o partido dos jovens (tal como após as revoltas de '31 a "Jovem Itália" de Giuseppe Mazzini tinha surgido de uma necessidade política e moral semelhante). Este Partido também teve o seu hino de juventude que foi cantado pelos fascistas com a alegria de um coração exultante. E começou a ser, como a "Jovem Itália" de Mazzini, a fé de todos os italianos que desprezam o passado e anseiam pela renovação. A fé, como qualquer fé que colide com uma realidade constituída para ser despedaçada e derretida no cadinho de novas energias e remodelada em conformidade com o novo ideal ardente e intransigente. Foi a mesma fé amadurecida nas trincheiras e na intensa reconsideração do sacrifício consumido nos campos de batalha pelo único fim que o podia justificar: a vida e a grandeza da Pátria. Uma fé enérgica e violenta, relutante em respeitar tudo o que se oponha à vida e à grandeza da Pátria. Foi assim que nasceu o squadrismo. Jovens determinados, armados, usando camisas negras, ordenados militarmente, foram contra a lei para estabelecer uma nova lei, força armada contra o Estado para fundar o novo Estado. O squadrismo agiu contra as forças perturbadoras anti-nacionais, cuja actividade culminou na greve geral de Julho de 1922 e finalmente ousou a insurreição de 28 de Outubro de 1922, quando colunas armadas de fascistas, depois de ocuparem os edifícios públicos das províncias, marcharam sobre Roma. A Marcha sobre Roma, nos dias em que teve lugar e antes, teve os seus mortos, especialmente no vale do Pó. Como em todos os feitos de elevado conteúdo moral, teve lugar primeiro entre espanto e depois admiração e finalmente aplausos universais. Assim, parecia que de repente o povo italiano tinha redescoberto a sua unanimidade entusiasta na véspera da guerra, mas mais vibrante com a consciência da vitória já conquistada e da nova onda de fé restaurativa que tinha vindo a reanimar a nação vitoriosa no novo e difícil caminho da urgente restauração das suas forças financeiras e morais.
O squadrismo e o ilegalidade cessaram e os elementos do regime desejados pelo Fascismo tomaram forma. Entre 29 e 30 de outubro, os cinquenta mil camisas negras que tinham marchado das províncias para a capital deixaram Roma na maior ordem. Depois de terem desfilado perante S. M. o Rei, partiram com um aceno de cabeça do seu Duce, que se tinha tornado Chefe de Governo e a alma da nova Itália desejada pelo fascismo. Será que a revolução tinha acabado? Num certo sentido: o squadrismo já não tinha razão de ser. A Milizia Voluntaria Nazionale foi criada para incluir os antigos esquadrões nas forças armadas do Estado. Mas o Estado, não o Governo, e o Governo aguarda, no entanto, no meio do consenso da grande maioria dos italianos, que veem no fascismo a força política mais poderosa capaz de expressar todas as suas forças a partir do interior da Nação e de a disciplinar, a transformação da legislação, na qual o Estado deve agora encontrar a forma mais adequada às correntes sociais e às necessidades espirituais do povo italiano. Esta transformação está a ocorrer gradualmente no meio de uma ordem pública perfeita, sob um regime financeiro rigoroso que restabeleceu o equilíbrio do orçamento devastado do pós-guerra, reorganizando o Exército, o sistema judicial e as instituições educativas sem quaisquer choques ou incertezas, embora tenha havido e continue a haver oscilações da opinião pública violentamente agitadas por uma imprensa pública que, estultificada numa oposição tanto mais feroz quanto mais desesperada está de qualquer possibilidade de regressar ao passado, aproveita qualquer erro e qualquer incidente para incitar o povo contra o trabalho tenaz e duro e construtivo do novo Governo. Mas os estrangeiros, que vieram para Itália, superando aquele círculo de fogo criado em torno da Itália fascista pelos tiros de interdição com que um papel feroz e propaganda verbal, interna e externa, de italianos e não italianos, tentou isolar a Itália fascista, difamando-a como um país caído nas mãos da mais violenta e cínica arbitrariedade, a negação de toda a liberdade jurídica civil e a garantia de justiça; Os estrangeiros que puderam ver esta Itália com os seus próprios olhos, e ouvir com os seus próprios ouvidos os novos italianos e viver a sua vida material e moral, começaram a invejar a ordem pública que agora reina em Itália, depois interessaram-se pelo espírito que se esforça todos os dias por tomar posse desta máquina bem ordenada e começaram a sentir que aqui bate um coração cheio de humanidade, embora abalado por uma paixão patriótica exasperante; pois a pátria do fascista é também a pátria que vive e vibra no coração de cada homem civilizado, aquela pátria cujos sentimentos se elevaram em todo o lado na tragédia da guerra e que está vigilante, em todos os países, e deve estar atenta aos interesses sagrados, mesmo depois da guerra; ou melhor, como resultado da guerra, que ninguém acredita ser a última.
Esta Pátria é também uma reconstituição das tradições e instituições que são a constância da civilização, no fluxo e na perpetuidade das tradições. E é uma escola de subordinação do particular e inferior ao universal e imortal, é respeito pela lei e disciplina, é liberdade mas liberdade a ser conquistada através da lei, que se estabelece com a renúncia a tudo o que é arbitrariedade mesquinha e ambição excessiva e dissipadora. É uma concepção austera da vida, é a seriedade religiosa, que não distingue a teoria da prática, o dizer do fazer, e não pinta magníficos ideais para os relegar para fora deste mundo, onde entretanto se pode continuar a viver vil e miseravelmente, mas é um esforço difícil idealizar a vida e expressar as próprias convicções na mesma acção ou em palavras que são elas próprias acções, comprometendo quem as pronuncia e comprometendo com ele o próprio mundo de que é parte viva e responsável em cada instante, em cada sopro secreto de consciência. Este ideal é um ideal, mas um ideal pelo qual se luta hoje em dia em Itália, com fortes contrastes que mostram que está a ser levado a sério e que há fé nas almas. O fascismo, como todos os grandes movimentos individuais, está a tornar-se cada vez mais forte, mais capaz de atrair e absorver, mais eficaz e mais enraizado no mecanismo dos espíritos, das ideias, dos interesses e das instituições; em suma, na estrutura viva do povo italiano. Assim, já não se trata de contar e medir homens individuais, mas de olhar e avaliar a ideia, que como qualquer ideia verdadeira, que está viva, dotada do seu próprio poder, não é feita por homens, mas para homens.
O fascismo é acusado de ser um movimento reaccionário, antiliberal e antitrabalhador, mas a acusação é falsa. O fascismo tem o espírito do progresso e da propulsão de todas as forças nacionais. Pelo contrário, pretende quebrar a crosta que a velha ordem política tinha criado, através da aparência falaciosa do velho liberalismo democrático, em torno da actividade individual efectiva do cidadão. Através do atomismo do sufrágio universal, que pulveriza interesses reais, para que cada indivíduo seja levado a sentir-se comprometido com o sistema de forças económicas, esse sistema entregou o povo nas mãos de políticos profissionais, dominados pela coligação cada vez mais poderosa de interesses particulares e, portanto, antitética ao interesse comum da nação. O fascismo, cujos líderes, a começar pelo líder supremo, todos viveram a experiência socialista, pretende conciliar dois termos que até agora pareciam irredutivelmente opostos: Estado e Sindicato. Estado, como força jurídica da Nação na sua unidade orgânica e funcional; Sindicato, como força jurídica do indivíduo como actividade económica, que pode ter a sua garantia jurídica, uma actividade portanto socialmente especificada e pertencente a uma categoria social. Estado, como a organização de todas as actividades individuais, na sua ordem orgânica e concreta. Sem regressão, portanto, em relação ao Estado constitucional, mas sim desenvolvimento, maior determinação intrínseca e realização do seu princípio de representação popular efectiva no poder legislativo. Em suma, o governo fascista é acusado de medidas policiais que são prejudiciais à liberdade de imprensa. Questões de facto, não de princípio. Todas as liberdades constitucionais nos Estados mais liberais foram suspensas quando razões particulares demonstraram a sua necessidade, e todos os teóricos e defensores do liberalismo sempre reconheceram a legitimidade de tais suspensões. É de ver, quando o Governo recorreu a estas medidas policiais, se é verdade ou não que uma certa imprensa (propositada ou não, pouco importa) colocou a nação em perigo das mais graves perturbações da ordem pública, e se, portanto, o Governo não mereceu bem o país e a liberdade, que estas perturbações teriam comprometido, ao operar como operou. A verdade é que a grande massa do povo italiano sente, e prova-o pela indiferença silenciosa com que observa os protestos e disputas inflamadas das oposições, que aqueles que trabalham hoje em Itália, pela liberdade da Nação no mundo, não são anti-fascismo, mas fascismo, que espera laboriosamente construir sobre bases sólidas o edifício em que as actividades livres dos cidadãos possam realmente desenvolver-se, garantidas por uma lei que é verdadeiramente a expressão da sua vontade real, orgânica e concreta. Hoje, em Itália, o povo está dividido em dois campos opostos: por um lado os fascistas, por outro os seus opositores, os democratas de todos os matizes e tendências, dois mundos mutuamente exclusivos. Mas a grande maioria dos italianos permanece alienada e considera que o tema do contraste, escolhido pelas oposições, não tem consistência política apreciável e não pode interessar à alma popular. Aqueles que pessoalmente se distanciam do contraste, sabem bem que a liberdade invocada é uma palavra de significado muito elástico se pode estar nos lábios de tantas partes diferentes.
Em segundo lugar, esta pequena oposição ao fascismo, formada pelos detritos do antigo sistema político italiano (democrático, reaccionário, radical, maçónico) é irredutível e terá de acabar grau a grau através do desgaste interno e da inacção, permanecendo sempre à margem das forças políticas que efectivamente operam na nova Itália. Isto porque não tem realmente um princípio oposto, mas apenas um inferior ao princípio do fascismo, e é uma lei histórica que não admite excepções que de dois princípios opostos nenhum ganha, mas um princípio superior triunfa, que é a síntese de dois elementos vitais diferentes aos quais um e outro são inspirados separadamente; mas de dois princípios, um inferior e outro superior, um parcial e outro total, o primeiro deve necessariamente sucumbir porque está contido no segundo, e a razão da sua oposição é simplesmente negativa, vazia.
É isto que os fascistas sentem perante os seus adversários, e é por isso que têm uma fé inquestionável no triunfo do seu lado e não se comprometem; e podem agora esperar com paciência duradoura até que as oposições, tal como abandonaram o terreno legal da luta no Parlamento, acabem por se convencer da necessidade inelutável de abandonar também o terreno ilegal, de modo a reconhecer que os resíduos da vida e da verdade dos seus programas estão incluídos no programa fascista, mas de uma forma ousada, mais complexa, mais sensível à realidade histórica e às necessidades do espírito humano. Então a actual crise espiritual italiana será ultrapassada. Então, no próprio seio da Itália fascista e fascistizzata, novas ideias, novos programas e novos partidos políticos amadurecerão lentamente e poderão finalmente vir à luz. 

Os intelectuais italianos aderentes ao fascismo, que se encontraram pela primeira vez em Bolonha no congresso (29-30 de Março), quiseram formular estes conceitos e dar testemunho dos mesmos àqueles que, em Itália e no estrangeiro, desejavam tomar consciência da doutrina e da acção do PNF.